# Sporten Klub Tiča

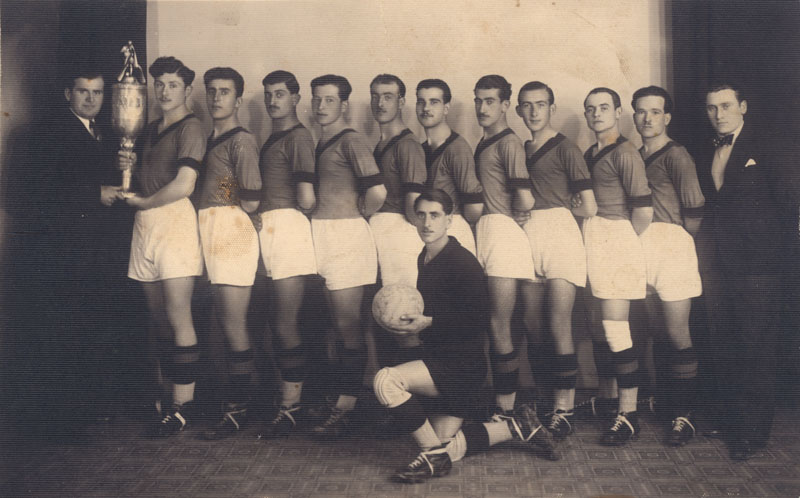
Una foto del 1934

Lo Sporten Klub Tiča (in bulgaro Спортен клуб Тича?), meglio noto come SK Tiča o semplicemente Tiča (traslitterazione anglosassone SK Ticha), è stata una società calcistica bulgara della città di Varna.
Vinse il campionato bulgaro nel 1937-1938.

## Storia
Il club fu fondato il 24 maggio del 1914, e nacque dalla fusione tra il Reka Thica e lo Sportist, visse il suo periodo di maggior splendore alla fine degli anni trenta con due secondi posti (1935, 1936) e la vittoria del campionato bulgaro del 1937-1938.
Nel 1945 si fuse con l'SK Vladislav per dare vita al TV-45, l'attuale PFK Černo More.

## Colori e simboli
La prima divisa del Tiča consisteva in una camicia bianca, pantaloni neri e calzettoni bianchi. Nel 1919 iniziò a giocare con una camicia viola-beige con strisce diagonali, mentre i pantaloni e i calzettoni erano neri. Nel 1920 il Tiča ricevette la sua prima divisa bianco-rossa da parte di un equipaggio inglese con il quale giocò un'amichevole: maglia rossa, pantaloni bianchi e calzettoni rosso-neri. All'inizio del campionato del 1938 il club cambierà divisa senza però modificarne i colori, maglietta bianca a righe orizzontali rosse con pantaloncini rossi e calzettoni bianco-rossi. Come divisa da trasferta utilizzerà una maglietta nera con pantaloni rossi e calzettoni neri.

## Palmarès

### Competizioni nazionali
- Campionato bulgaro: 1

1937-1938

### Altri piazzamenti
- Campionato bulgaro:

Secondo posto: 1935, 1936